# Arroyo Blanco
Arroyo Blanco é uma localidade uruguaia do departamento de Rivera, na zona centro-sul do departamento, banhada pelo Arroyo Blanco. Está situada a 118 km da cidade de Rivera, capital do departamento.

## Toponímia
O nome da localidade vêm do Arroyo Blanco, que passa pela localidade.

## População
Segundo o censo de 2011 a localidade contava com uma população de 97 habitantes.
| Variação demográfica do município entre 2004 e 2011 |
|                                                     |

## Geografia
Arroyo Blanco se situa próxima das seguintes localidades: ao nordeste, Cerrillada, a oeste, Moirones, a sudoeste, Las Flores e a leste, Paso Hospital.

## Autoridades
A localidade é subordinada diretamente ao departamento de Rivera, não sendo parte de nenhum município riverense.

## Transporte
A localidade possui o seguinte acesso:
- Acesso a Ruta 27 [7]